# Gerard Nijboer

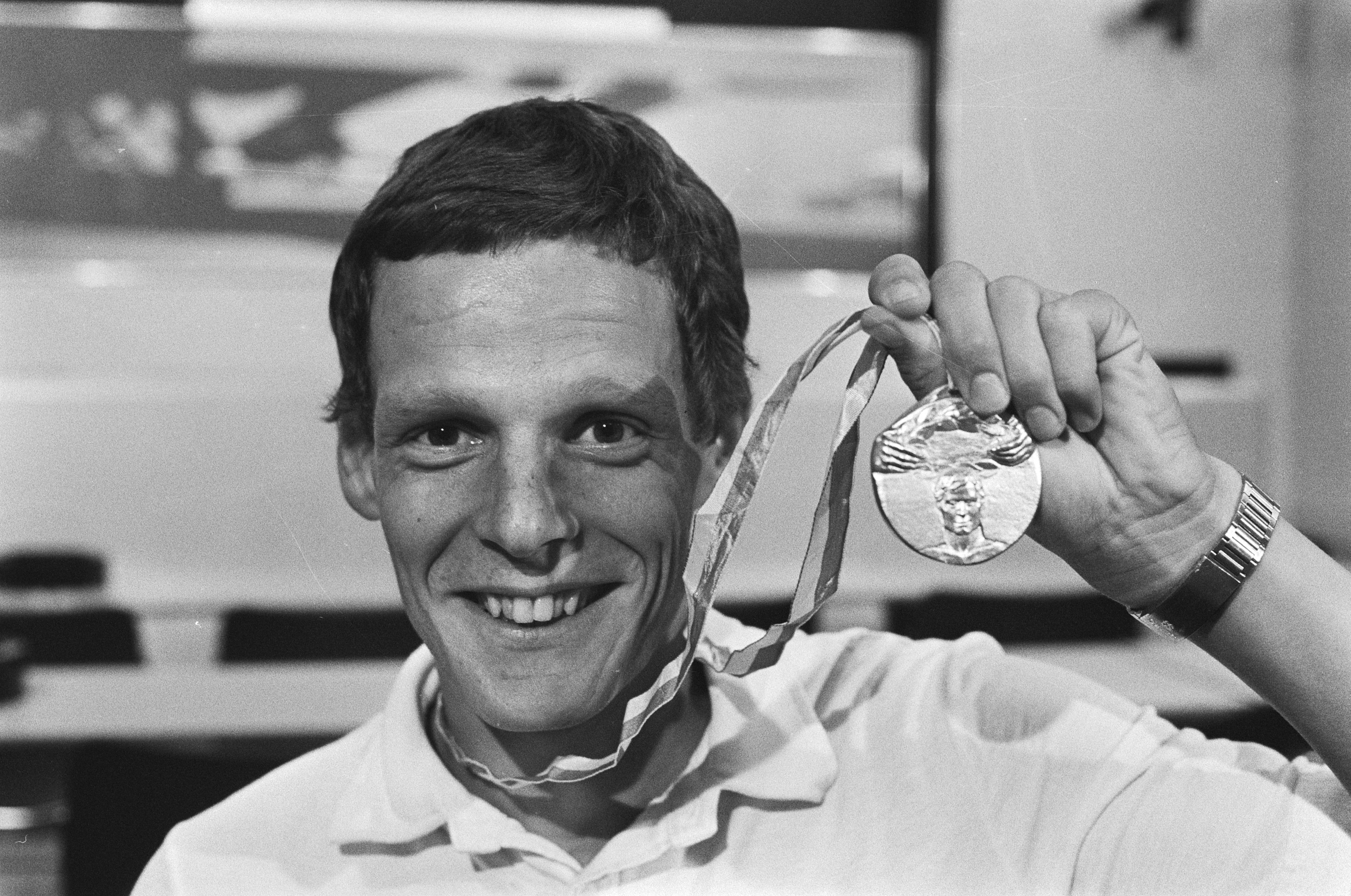
Gerard Nijboer (1982)

Gerard Nijboer (* 18. August 1955 in Hasselt) ist ein ehemaliger niederländischer Langstreckenläufer. Er gewann bei den Olympischen Spielen 1980 in Moskau die Silbermedaille im Marathon und siegte bei den Europameisterschaften 1982 in Athen über dieselbe Distanz.
Nach einer Viruserkrankung war Nijboer geschwächt in das olympische Rennen von Moskau gegangen. Dennoch behauptete er sich bis in die Schlussphase des Rennens in einer fünfköpfigen Spitzengruppe. Den Titelverteidiger Waldemar Cierpinski musste er ziehen lassen. Die übrigen Läufer der Spitzengruppe, drei sowjetische Sportler, konnte er an einer Verpflegungsstation abschütteln. Im Ziel lag Nijboer 17 Sekunden hinter Cierpinski auf dem zweiten Platz.
Er gewann viermal (1980, 1984, 1988 und 1989) den Amsterdam-Marathon. Sein 1980 dort aufgestellter niederländischer Rekord von 2:09:01 Stunden wurde erst nach über 23 Jahren durch Kamiel Maase verbessert.
Derzeit ist Nijboer als Langstreckentrainer für die Königlich-Niederländische Leichtathletik-Union (KNAU) tätig.